# Centaurus A

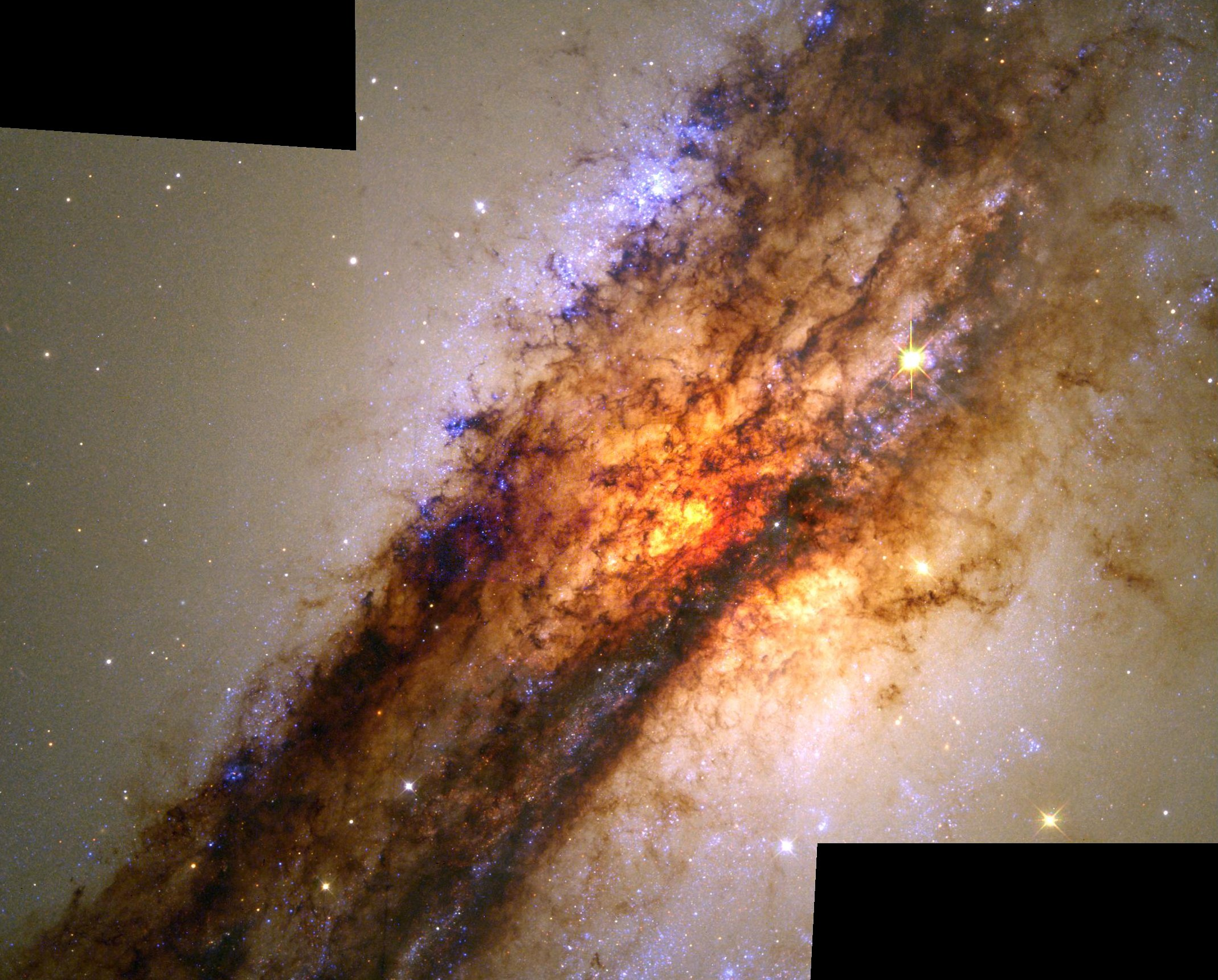
A Hubble űrtávcső által készített felvétel az NGC 5218 közepéről

A Centaurus A (más néven NGC 5128, Arp 153, vagy Caldwell 77) egy lentikuláris galaxis a Centaurus (Kentaur) csillagképben.
A Centaurus A a legközelebbi óriásgalaxis, a legközelebbi rádiógalaxis, a legközelebbi, aktív maggal rendelkező galaxis. Távolsága 14 millió fényév körüli, már nem a Lokális Csoport tagja. Alakja elliptikus. Jelenleg is folyik egy kísérő galaxisával történő összeolvadása, ami az égbolt egyik legérdekesebb objektumává teszi. A középpontjában egy nagyon nagy tömegű (szupermasszív) fekete lyuk található és a galaxis nagyon erős rádió- és röntgenforrás.

## Felfedezése
James Dunlop fedezte fel a galaxist 1826. április 29-én.

## Tudományos adatok
A galaxis 547 km/s sebességgel távolodik tőlünk.
Egy nemzetközi csillagászcsoport az ESO VLT távcsőegyüttesének Antu teleszkópjára szerelt ISAAC nevű eszközzel több mint 1000 fényes vörös óriáscsillagot fedezett fel a Centaurus A-ban. A csillagok fényességváltozásának elemzése azt mutatta, hogy az hosszú periódusú. A felfedezés azért is jelentős, mert először sikerült ilyen nagy számban változócsillagokat megfigyelni egy Lokális Csoporton kívüli galaxisban.
A Centaurus A körülbelül háromszor annyi csillagot tartalmaz, mint a Tejútrendszer. Ez valószínűleg egy másik galaxissal való, a mai napig is tartó összeolvadásának az eredménye. A csillagászok szerint az univerzum keletkezésének korai szakaszában sok ehhez hasonló folyamat mehetett végbe, de mára már nem túl gyakori.
A galaxist sötét porgyűrű osztja két részre. Ez a porsáv lehet az ütközésben részt vevő másik, fiatalabb galaxis maradványa. A porgyűrű belsejében számos fiatal, kék csillag ragyog, amelyek  valószínűleg az ütközés eredményeképpen születtek.
Eddig egy szupernóvát fedeztek fel benne:
- SN 1986G – 1986-ban Robert Evans fedezte fel.

## Megfigyelési lehetőség
A déli égbolton, a Centaurus csillagképben található meg, szabad szemmel már nem látható.